# Champagne berrichonne (région naturelle)
Pour les articles homonymes, voir Champagne berrichonne et Champagne.
Ne doit pas être confondu avec Sentier de grande randonnée de pays de la Champagne berrichonne.
La Champagne berrichonne ou Septaine est une région naturelle de France, située dans les départements du Cher et de l'Indre, en région Centre-Val de Loire.

## Géographie

### Géologie et relief
La champagne berrichonne est un vaste plateau calcaire aux ondulations tendues, un pays de plaine ouverte traversé par le Cher et l'Indre.
Les rivières secondaires sont peu encaissées mais les fonds de vallée humides et sinueux apportent une diversité végétale et architecturale précieuse à ce plateau uniforme. Elles ont souffert de curages sévères, de la construction de nombreux barrages et des plantations de peupliers.

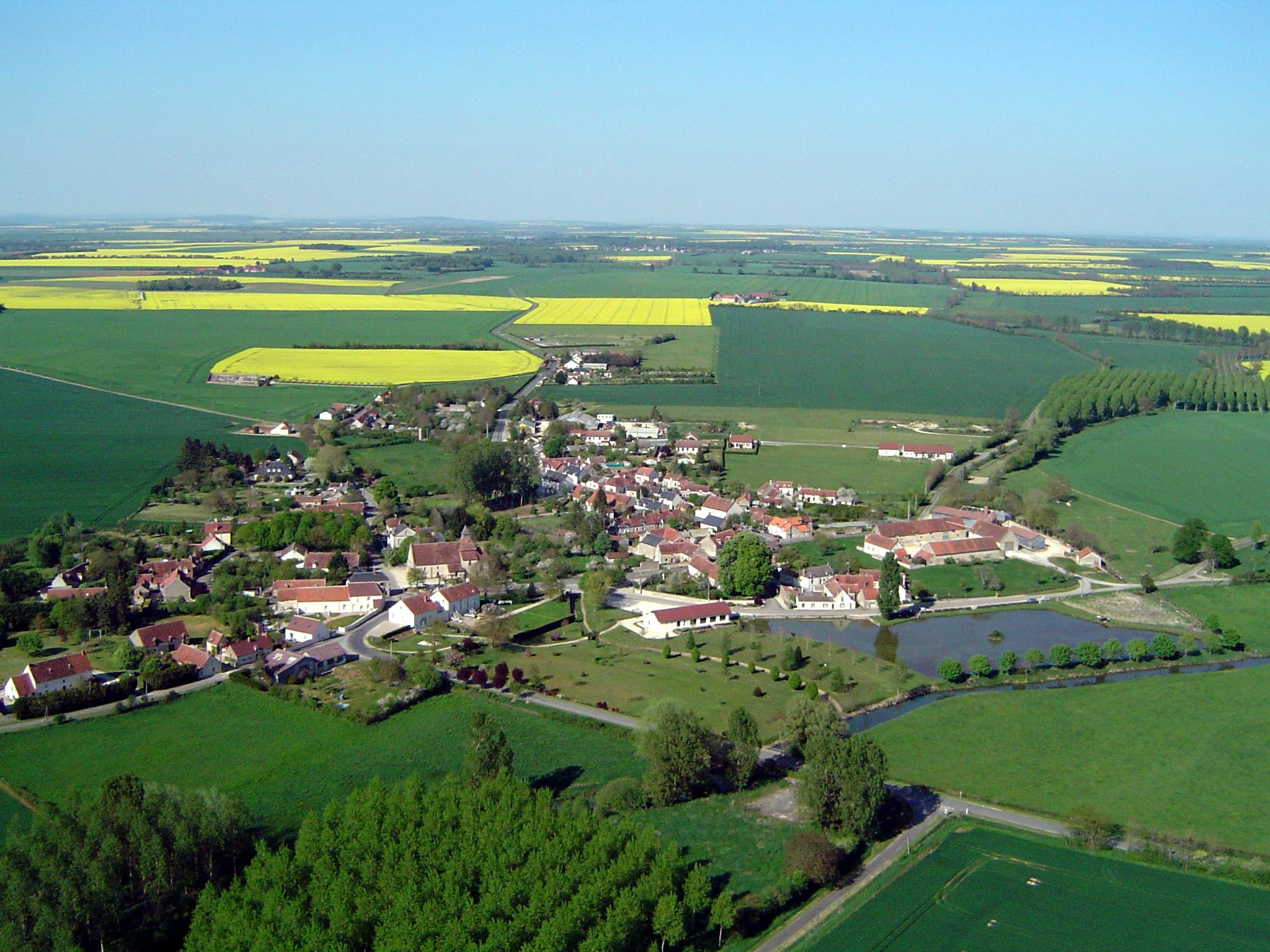
La plaine de Champagne berrichonne à Osmery, en 2007.

### Hydrographie
La Champagne berrichonne est irriguée par les cours d'eau suivant :
- Airin ;
- Arnon ;
- Annain ;
- Barangeon ;
- Boisseau ;
- Céphons ;
- Chanteraine ;
- Cher ;
- Cité ;
- Claise ;
- Cocherat ;
- Colin ;
- Cousseron ;
- Craon ;
- Croulas ;
- Fouzon ;
- Herbon ;
- Indre ;
- Langis ;
- Liennet ;
- Liseron ;
- Meunet ;
- Mortaigue ;
- Moulon ;
- Nouzet ;
- Ouatier ;
- Petite Sauldre ;
- Petite Thonaise ;
- Pontet ;
- Pozon ;
- Prée ;
- Ragnon ;
- Rampenne ;
- Renon ;
- Ringoire ;
- Théols ;
- Trian ;
- Tripande ;
- Tournemine ;
- Vauvise ;
- Vieux Cher ;
- Vilaine ;
- Villabon ;
- Yèvre.

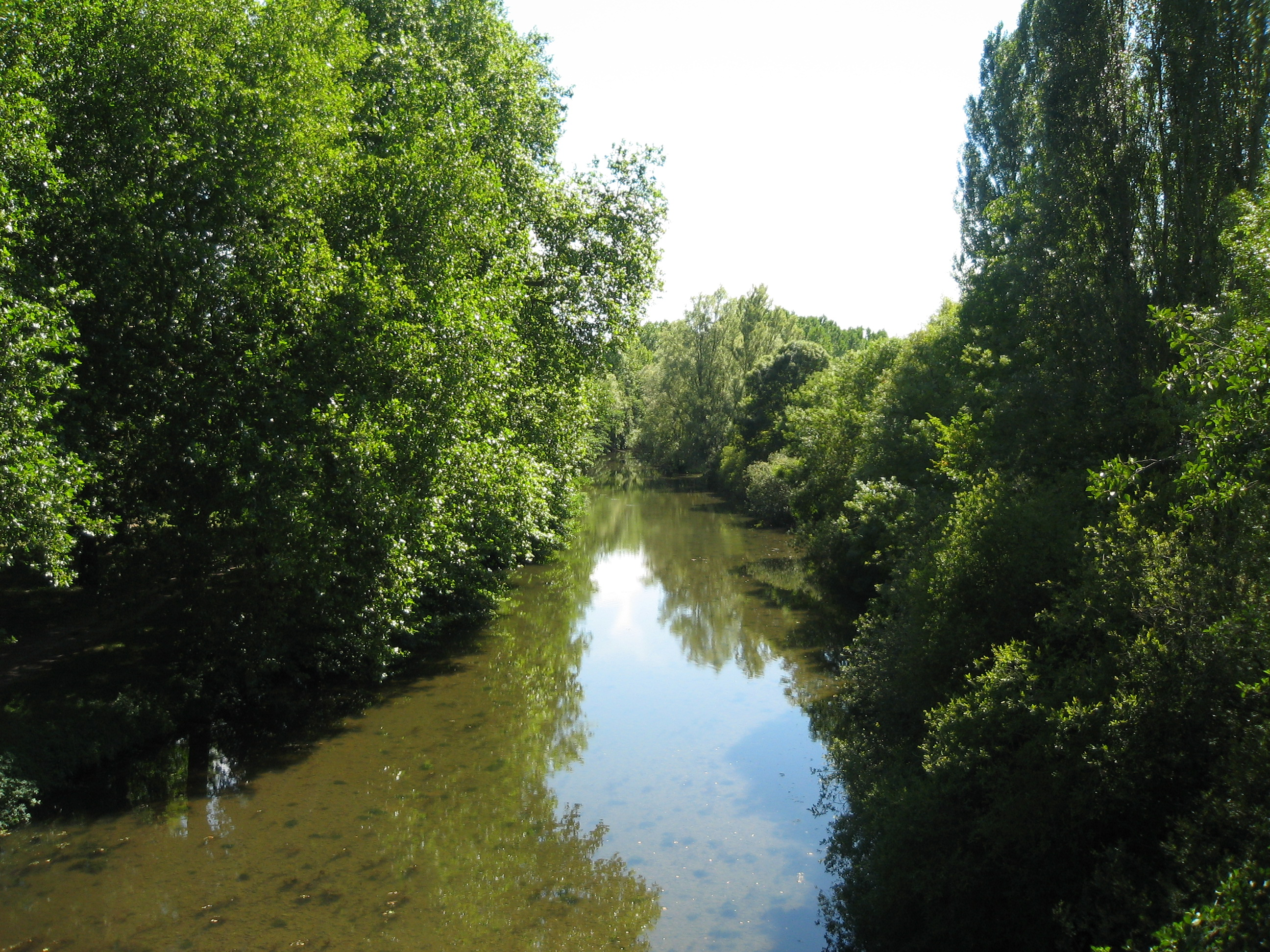
L'Arnon à Chârost en 2009.
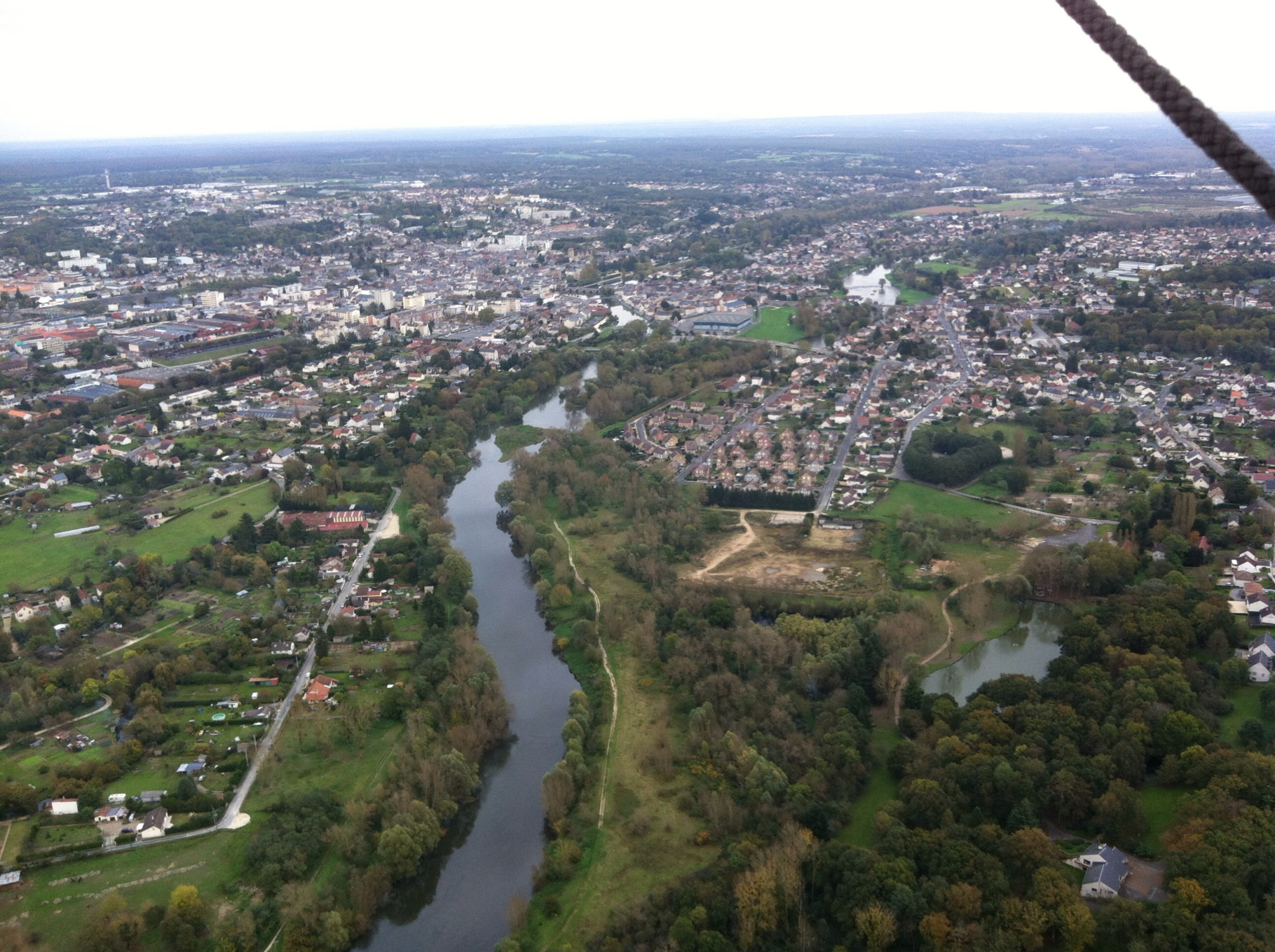
Le Cher à Vierzon en 2014.
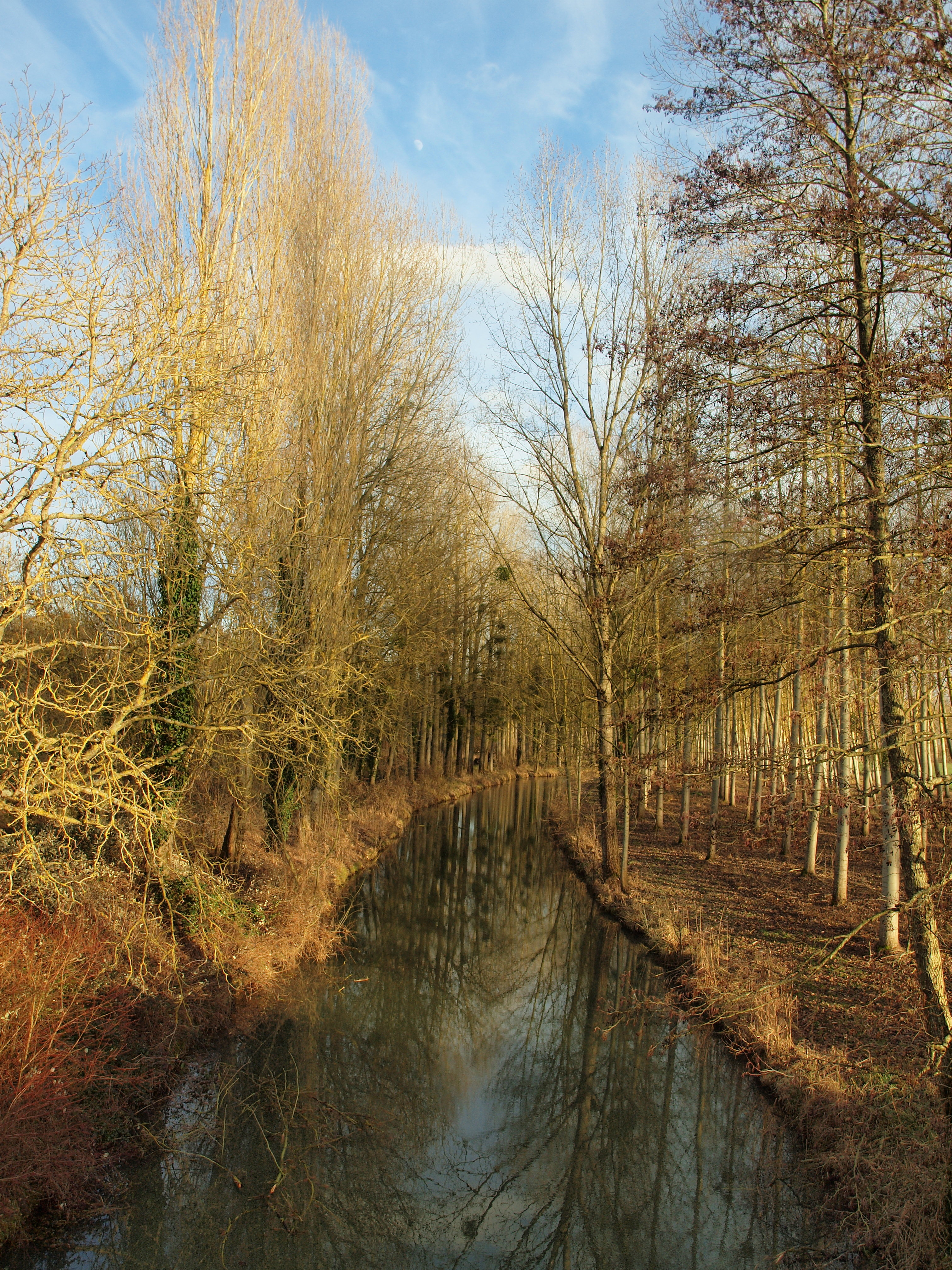
La Théols à Meunet-Planches en 2017.
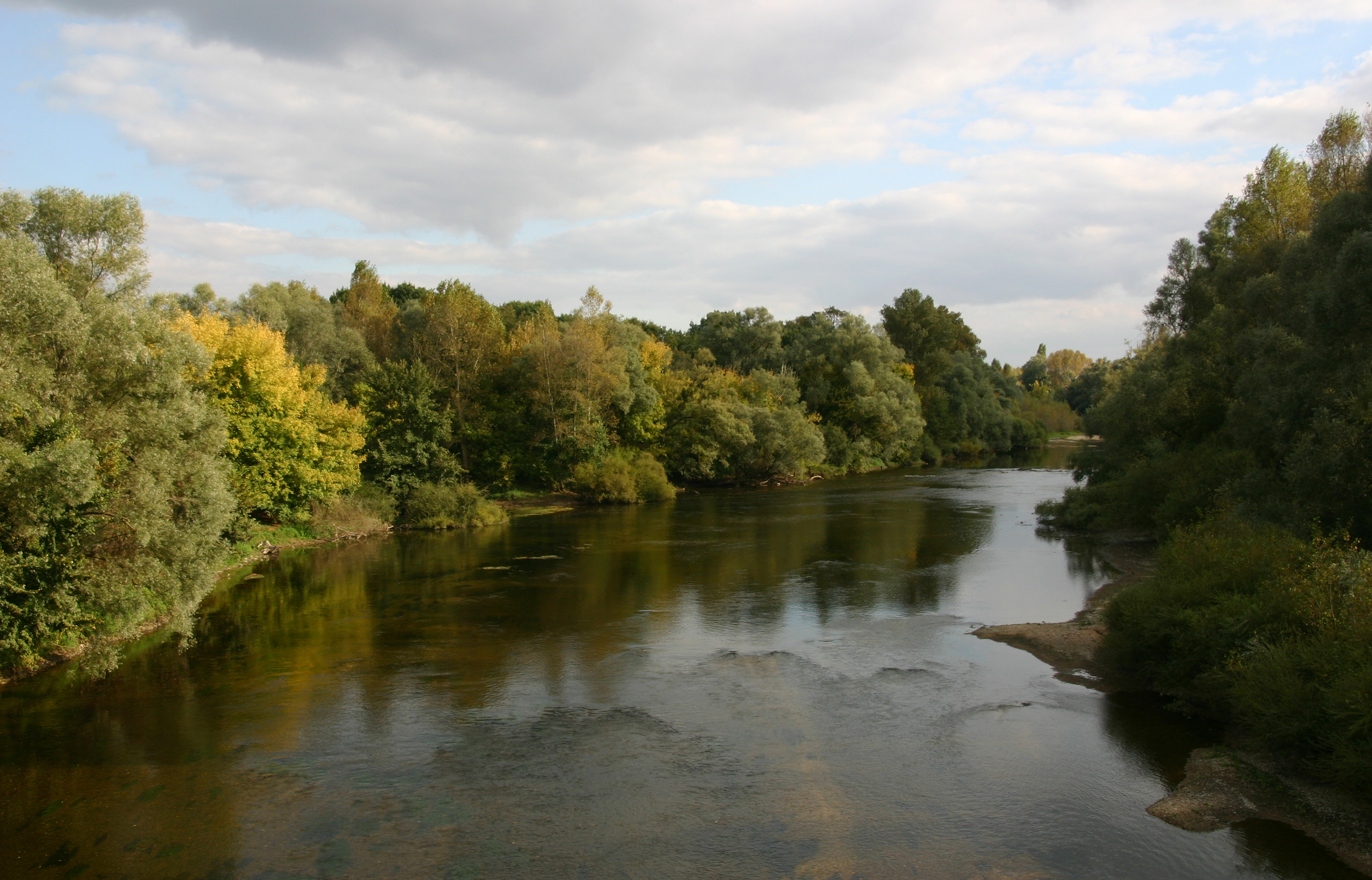
La Yèvre à Mehun-sur-Yèvre en 2019.

### Régions naturelles voisines
| Boischaut Nord | Boischaut Nord Sologne        | Pays-Fort Sancerrois |
| Brenne         | Champagne berrichonne         | Bocage bourbonnais   |
| Boischaut Sud  | Val de Germigny Boischaut Sud | Val de Germigny      |

### Milieu naturel

#### Flore
Les bosquets sont nombreux mais la Champagne compte aussi quelques bois d'importance comme le « bois du Rois » (450 ha) aux Bordes (36), les grands massifs sont reparties sur ses marges.
Les mardelles qui sont de petites dépressions argileuses d'origine karstique sont souvent boisées.
On trouve aussi des pelouses calcaires caractérisées par la présence d’espèces thermophiles et xérophiles méditerranéennes.

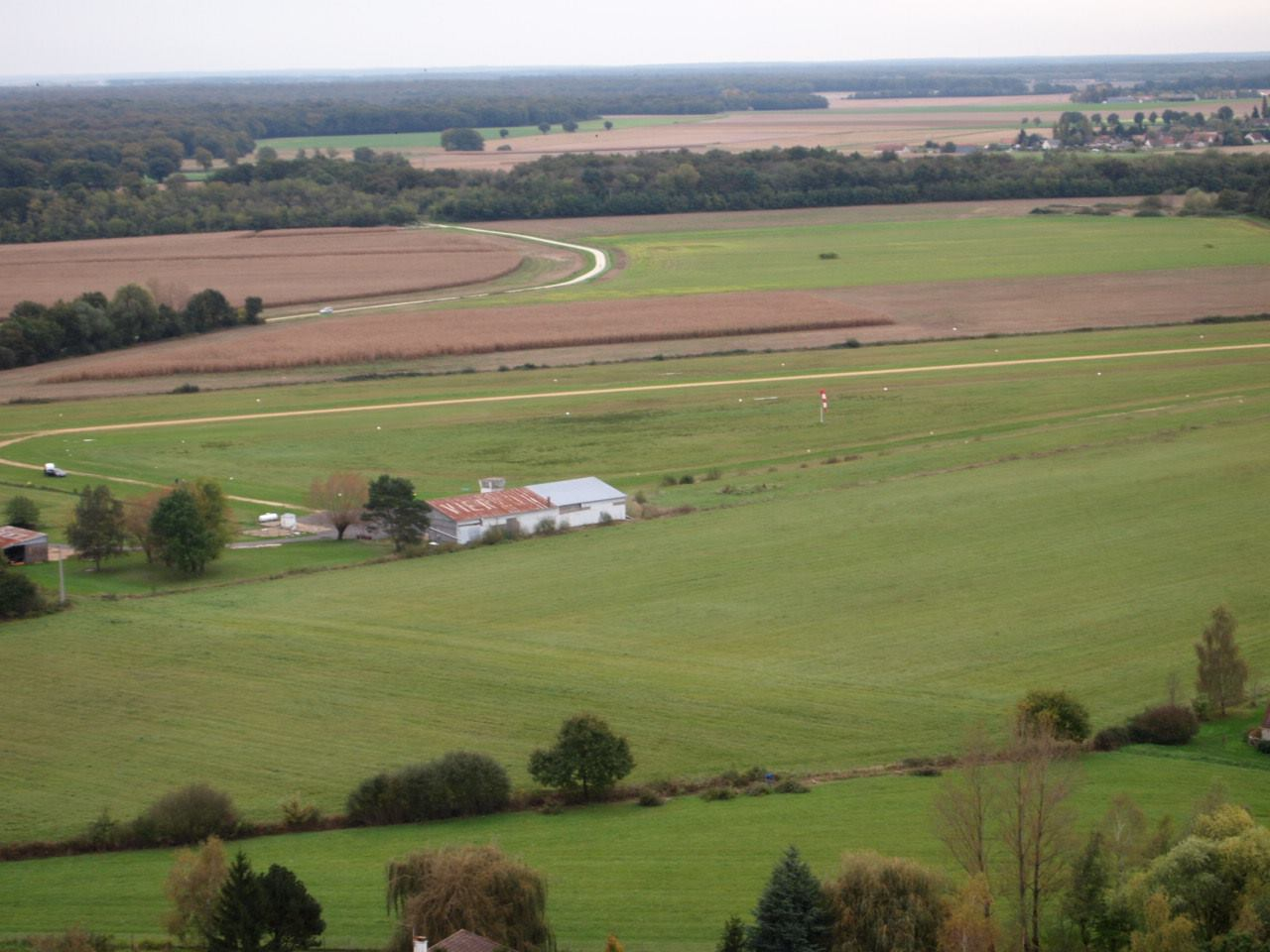
La forêt de Vierzon en 2014.

#### Faune
- Renard
- Sanglier
- Chevreuil
- Cerf
- Biche
- Faisan
- Perdrix

Le castor d’Europe est présent sur les berges de la rivière Indre, entre les communes de Fléré-la-Rivière et de Mers-sur-Indre. Cela fait suite au passage en « espèce protégée » en 1968, puis à sa réintroduction par l'homme.

## Histoire
Jusqu’au milieu du XIXe siècle, la Champagne berrichonne présentait une certaine diversité : landes à moutons, terres labourées et jachères se partageaient les grands espaces, jardins et vergers entouraient les villages et les vignes garnissaient les « côtes » les mieux exposées. Les alignements d’arbres le long des chemins donnaient corps à la structure de l’ensemble. Fonds de vallées humides et marais offraient de précieux pâturages, oasis au milieu des sèches étendues du plateau calcaire.
La disparition de la vigne à la fin du XIXe siècle, attaquée par le phylloxera, et la crise de l’élevage du mouton (effondrement du prix de la laine, épidémie de la maladie du charbon) incitent les agriculteurs à s’orienter vers la monoculture céréalière alors en plein essor grâce à la diffusion des engrais chimiques et au développement de la mécanisation. La régression des boisements au profit des cultures est beaucoup plus tardive (elle commence dans les années 1960).
Au lendemain de la Seconde Guerre mondiale, l’élevage ovin a presque totalement disparu. L’uniformisation se parachève avec l’extension des cultures industrielles et la généralisation des remembrements.
Les villages se sont implantés de préférence dans les vallées, là où sont les sols profonds, l’eau et les pâturages les plus riches. Ils regroupent les constructions modestes alors que les grands domaines sont situés à l’écart.
Les villages se sont peu étendus durant les dernières décennies, l’évolution la plus marquante du bâti est l’apparition de bâtiments agricoles de grande taille, en rupture avec l’habitat traditionnel.
La Champagne est depuis l’époque gallo-romaine une terre de grandes propriétés agricoles. Les grands domaines coexistent avec les maisons plus modestes des petits exploitants ou des ouvriers agricoles (« locatures ») regroupées en hameaux le long des voies. Les bourgs et villages se sont développés aux carrefours des voies principales.
La disparition des petites exploitations et la réduction de la main-d'œuvre dans les grandes entraînent une désertification des villages au profit des villes : diminution et vieillissement de la population, abandon de logements (que ne compense pas le développement des résidences secondaires), déclin des commerces et services de proximité.

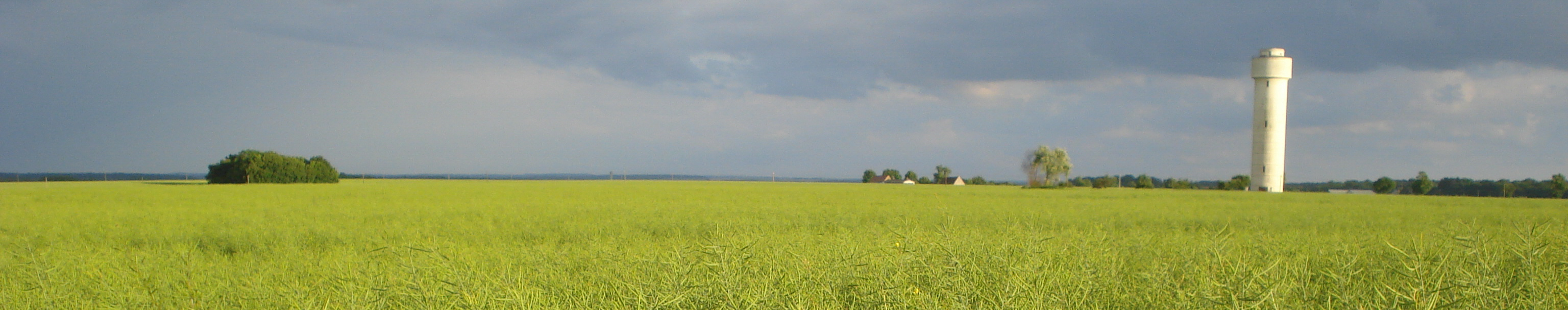
Vue panoramique aux alentours de Thizay (36) en 2008.

## Population

### Démographie
| 1793    | 1800    | 1806    | 1821    | 1831    | 1836    | 1841    | 1846    | 1851    |
| ------- | ------- | ------- | ------- | ------- | ------- | ------- | ------- | ------- |
| 149 125 | 143 440 | 150 060 | 161 787 | 176 597 | 193 180 | 190 570 | 204 114 | 212 480 |

| 1856    | 1861    | 1866    | 1872    | 1876    | 1881    | 1886    | 1891    | 1896    |
| ------- | ------- | ------- | ------- | ------- | ------- | ------- | ------- | ------- |
| 220 218 | 224 233 | 232 153 | 233 596 | 240 845 | 245 739 | 250 140 | 250 539 | 242 418 |

| 1901    | 1906    | 1911    | 1921    | 1926    | 1931    | 1936    | 1946    | 1954    |
| ------- | ------- | ------- | ------- | ------- | ------- | ------- | ------- | ------- |
| 239 772 | 243 264 | 242 675 | 226 000 | 220 245 | 219 625 | 219 415 | 244 099 | 252 433 |

| 1962    | 1968    | 1975    | 1982    | 1990    | 1999    | 2006    | 2012    | 2017    |
| ------- | ------- | ------- | ------- | ------- | ------- | ------- | ------- | ------- |
| 274 394 | 290 706 | 314 861 | 318 062 | 319 409 | 311 919 | 311 372 | 306 534 | 299 967 |

| 2018    | - | - | - | - | - | - | - | - |
| ------- | - | - | - | - | - | - | - | - |
| 299 142 | - | - | - | - | - | - | - | - |

| 1793   | 1800   | 1806    | 1821    | 1831    | 1836    | 1841    | 1846    | 1851    |
| ------ | ------ | ------- | ------- | ------- | ------- | ------- | ------- | ------- |
| 97 617 | 96 072 | 101 197 | 106 583 | 116 095 | 129 000 | 126 822 | 137 658 | 143 218 |

| 1856    | 1861    | 1866    | 1872    | 1876    | 1881    | 1886    | 1891    | 1896    |
| ------- | ------- | ------- | ------- | ------- | ------- | ------- | ------- | ------- |
| 149 073 | 154 309 | 160 229 | 160 561 | 167 099 | 169 043 | 171 098 | 173 114 | 165 663 |

| 1901    | 1906    | 1911    | 1921    | 1926    | 1931    | 1936    | 1946    | 1954    |
| ------- | ------- | ------- | ------- | ------- | ------- | ------- | ------- | ------- |
| 162 202 | 164 651 | 163 593 | 150 851 | 148 052 | 147 423 | 146 577 | 163 743 | 168 122 |

| 1962    | 1968    | 1975    | 1982    | 1990    | 1999    | 2006    | 2012    | 2017    |
| ------- | ------- | ------- | ------- | ------- | ------- | ------- | ------- | ------- |
| 179 880 | 194 126 | 209 816 | 214 694 | 216 862 | 211 075 | 210 482 | 209 819 | 205 872 |

| 2018    | - | - | - | - | - | - | - | - |
| ------- | - | - | - | - | - | - | - | - |
| 205 652 | - | - | - | - | - | - | - | - |

| 1793   | 1800   | 1806   | 1821   | 1831   | 1836   | 1841   | 1846   | 1851   |
| ------ | ------ | ------ | ------ | ------ | ------ | ------ | ------ | ------ |
| 51 508 | 47 368 | 48 863 | 55 204 | 60 502 | 64 180 | 63 748 | 66 456 | 69 262 |

| 1856   | 1861   | 1866   | 1872   | 1876   | 1881   | 1886   | 1891   | 1896   |
| ------ | ------ | ------ | ------ | ------ | ------ | ------ | ------ | ------ |
| 71 145 | 69 924 | 71 924 | 73 035 | 73 746 | 76 696 | 79 042 | 77 425 | 76 755 |

| 1901   | 1906   | 1911   | 1921   | 1926   | 1931   | 1936   | 1946   | 1954   |
| ------ | ------ | ------ | ------ | ------ | ------ | ------ | ------ | ------ |
| 77 570 | 78 613 | 79 082 | 75 149 | 72 193 | 72 202 | 72 838 | 80 356 | 84 311 |

| 1962   | 1968   | 1975    | 1982    | 1990    | 1999    | 2006    | 2012   | 2017   |
| ------ | ------ | ------- | ------- | ------- | ------- | ------- | ------ | ------ |
| 94 514 | 96 580 | 105 045 | 103 368 | 102 547 | 100 844 | 100 890 | 96 715 | 94 095 |

| 2018   | - | - | - | - | - | - | - | - |
| ------ | - | - | - | - | - | - | - | - |
| 93 490 | - | - | - | - | - | - | - | - |

### Communes
La Champagne berrichonne compte 185 communes, avec une superficie de 4 496,4 km2.

#### Cher
Le Cher compte 136 communes, avec une superficie de 3 092,03 km2.
| Nom                       | Code Insee | Intercommunalité                                | Superficie (km2) | Population (dernière pop. légale) | Densité (hab./km2) |
| ------------------------- | ---------- | ----------------------------------------------- | ---------------- | --------------------------------- | ------------------ |
| Les Aix-d'Angillon        | 18003      | CC Terres du Haut Berry                         | 14,68            | 1 871 (2022)                      | 127                |
| Allouis                   | 18005      | CC Terres du Haut Berry                         | 35,59            | 1 052 (2022)                      | 30                 |
| Annoix                    | 18006      | CA Bourges Plus                                 | 11,79            | 251 (2022)                        | 21                 |
| Arçay                     | 18008      | CA Bourges Plus                                 | 18,32            | 488 (2022)                        | 27                 |
| Arpheuilles               | 18013      | CC Cœur de France                               | 48,01            | 301 (2022)                        | 6,3                |
| Aubinges                  | 18016      | CC Terres du Haut Berry                         | 10,97            | 402 (2022)                        | 37                 |
| Avord                     | 18018      | CC La Septaine                                  | 27,98            | 2 908 (2022)                      | 104                |
| Azy                       | 18019      | CC Terres du Haut Berry                         | 27,62            | 453 (2022)                        | 16                 |
| Baugy                     | 18023      | CC La Septaine                                  | 47,78            | 1 610 (2022)                      | 34                 |
| Bengy-sur-Craon           | 18027      | CC du Pays de Nérondes                          | 35,24            | 636 (2022)                        | 18                 |
| Berry-Bouy                | 18028      | CA Bourges Plus                                 | 30,87            | 1 171 (2022)                      | 38                 |
| Blet                      | 18031      | CC du Pays de Nérondes                          | 30,08            | 565 (2022)                        | 19                 |
| Bourges                   | 18033      | CA Bourges Plus                                 | 68,74            | 64 238 (2022)                     | 935                |
| Brécy                     | 18035      | CC Terres du Haut Berry                         | 39,63            | 969 (2022)                        | 24                 |
| Brinay                    | 18036      | CC Cœur de Berry                                | 29,48            | 507 (2022)                        | 17                 |
| Bruère-Allichamps         | 18038      | CC Cœur de France                               | 13,9             | 569 (2022)                        | 41                 |
| Bussy                     | 18040      | CC Le Dunois                                    | 26,69            | 357 (2022)                        | 13                 |
| La Celle                  | 18042      | CC Cœur de France                               | 12,8             | 329 (2022)                        | 26                 |
| Cerbois                   | 18044      | CC Cœur de Berry                                | 18,45            | 398 (2022)                        | 22                 |
| Chalivoy-Milon            | 18045      | CC Le Dunois                                    | 19,61            | 380 (2022)                        | 19                 |
| La Chapelle-Saint-Ursin   | 18050      | CA Bourges Plus                                 | 7,83             | 3 687 (2022)                      | 471                |
| Charentonnay              | 18053      | CC Berry Loire Vauvise                          | 21,85            | 287 (2022)                        | 13                 |
| Chârost                   | 18055      | CC du Pays d'Issoudun                           | 10,97            | 899 (2022)                        | 82                 |
| Chassy                    | 18056      | CC du Pays de Nérondes                          | 17,76            | 234 (2022)                        | 13                 |
| Châteauneuf-sur-Cher      | 18058      | CC Arnon Boischaut Cher                         | 21,97            | 1 362 (2022)                      | 62                 |
| Chaumoux-Marcilly         | 18061      | CC La Septaine                                  | 16,72            | 84 (2022)                         | 5                  |
| Chavannes                 | 18063      | CC Arnon Boischaut Cher                         | 24,06            | 153 (2022)                        | 6,4                |
| Chéry                     | 18064      | CC Cœur de Berry                                | 13,54            | 225 (2022)                        | 17                 |
| Chezal-Benoît             | 18065      | CC du Pays d'Issoudun                           | 46,46            | 762 (2022)                        | 16                 |
| Civray                    | 18066      | CC FerCher - Pays Florentais                    | 40,87            | 918 (2022)                        | 22                 |
| Cogny                     | 18068      | CC Le Dunois                                    | 16,69            | 32 (2022)                         | 1,9                |
| Contres                   | 18071      | CC Le Dunois                                    | 16,03            | 34 (2022)                         | 2,1                |
| Cornusse                  | 18072      | CC du Pays de Nérondes                          | 19,61            | 227 (2022)                        | 12                 |
| Corquoy                   | 18073      | CC Arnon Boischaut Cher                         | 36,57            | 199 (2022)                        | 5,4                |
| Couy                      | 18077      | CC Berry Loire Vauvise                          | 18,36            | 376 (2022)                        | 20                 |
| Crézançay-sur-Cher        | 18078      | CC Arnon Boischaut Cher                         | 7,65             | 62 (2022)                         | 8,1                |
| Crosses                   | 18081      | CC La Septaine                                  | 26,49            | 385 (2022)                        | 15                 |
| Dampierre-en-Graçay       | 18085      | CC Vierzon-Sologne-Berry                        | 9,38             | 248 (2022)                        | 26                 |
| Dun-sur-Auron             | 18087      | CC Le Dunois                                    | 50,09            | 3 566 (2022)                      | 71                 |
| Étréchy                   | 18090      | CC La Septaine                                  | 31,88            | 410 (2022)                        | 13                 |
| Farges-en-Septaine        | 18092      | CC La Septaine                                  | 24,48            | 1 014 (2022)                      | 41                 |
| Feux                      | 18094      | CC Pays Fort Sancerrois Val de Loire            | 27,46            | 323 (2022)                        | 12                 |
| Foëcy                     | 18096      | CC Vierzon-Sologne-Berry                        | 16,21            | 2 052 (2022)                      | 127                |
| Fussy                     | 18097      | CC Terres du Haut Berry                         | 11,08            | 1 914 (2022)                      | 173                |
| Gardefort                 | 18098      | CC Pays Fort Sancerrois Val de Loire            | 8,44             | 126 (2022)                        | 15                 |
| Garigny                   | 18099      | CC Berry Loire Vauvise                          | 19,66            | 220 (2022)                        | 11                 |
| Genouilly                 | 18100      | CC Vierzon-Sologne-Berry                        | 34,66            | 666 (2022)                        | 19                 |
| Graçay                    | 18103      | CC Vierzon-Sologne-Berry                        | 31,82            | 1 245 (2022)                      | 39                 |
| Groises                   | 18104      | CC Berry Loire Vauvise                          | 17,63            | 131 (2022)                        | 7,4                |
| Gron                      | 18105      | CC La Septaine                                  | 26,22            | 469 (2022)                        | 18                 |
| Jalognes                  | 18116      | CC Pays Fort Sancerrois Val de Loire            | 28,09            | 269 (2022)                        | 9,6                |
| Jussy-Champagne           | 18119      | CC La Septaine                                  | 27,3             | 206 (2022)                        | 7,5                |
| Jussy-le-Chaudrier        | 18120      | CC Berry Loire Vauvise                          | 25,73            | 578 (2022)                        | 22                 |
| Lantan                    | 18121      | CC Le Dunois                                    | 13,36            | 95 (2022)                         | 7,1                |
| Lapan                     | 18122      | CC Arnon Boischaut Cher                         | 10,5             | 226 (2022)                        | 22                 |
| Lazenay                   | 18124      | CC Cœur de Berry                                | 30,74            | 282 (2022)                        | 9,2                |
| Levet                     | 18126      | CC Arnon Boischaut Cher                         | 25,97            | 1 367 (2022)                      | 53                 |
| Limeux                    | 18128      | CC Cœur de Berry                                | 13,17            | 171 (2022)                        | 13                 |
| Lissay-Lochy              | 18129      | CA Bourges Plus                                 | 22,06            | 226 (2022)                        | 10                 |
| Lugny-Bourbonnais         | 18131      | CC Le Dunois                                    | 5,33             | 34 (2021)                         | 6,4                |
| Lugny-Champagne           | 18132      | CC Berry Loire Vauvise                          | 29,54            | 140 (2022)                        | 4,7                |
| Lunery                    | 18133      | CC FerCher - Pays Florentais                    | 32,87            | 1 522 (2022)                      | 46                 |
| Lury-sur-Arnon            | 18134      | CC Cœur de Berry                                | 13,84            | 662 (2022)                        | 48                 |
| Mareuil-sur-Arnon         | 18137      | CC FerCher - Pays Florentais                    | 25,89            | 476 (2022)                        | 18                 |
| Marmagne                  | 18138      | CA Bourges Plus                                 | 37,66            | 1 934 (2022)                      | 51                 |
| Massay                    | 18140      | CC Vierzon-Sologne-Berry                        | 47,94            | 1 347 (2022)                      | 28                 |
| Mehun-sur-Yèvre           | 18141      | CA Bourges Plus                                 | 24,45            | 6 394 (2022)                      | 262                |
| Meillant                  | 18142      | CC Cœur de France                               | 40,6             | 648 (2022)                        | 16                 |
| Menetou-Couture           | 18143      | CC Portes du Berry, entre Loire et Val d'Aubois | 28,93            | 357 (2022)                        | 12                 |
| Méreau                    | 18148      | CC Cœur de Berry                                | 18,65            | 2 649 (2022)                      | 142                |
| Méry-sur-Cher             | 18150      | CC Vierzon-Sologne-Berry                        | 20,91            | 710 (2022)                        | 34                 |
| Montigny                  | 18151      | CC Terres du Haut Berry                         | 28,65            | 323 (2022)                        | 11                 |
| Mornay-Berry              | 18154      | CC du Pays de Nérondes                          | 9,15             | 168 (2022)                        | 18                 |
| Morthomiers               | 18157      | CA Bourges Plus                                 | 14,54            | 815 (2022)                        | 56                 |
| Moulins-sur-Yèvre         | 18158      | CC Terres du Haut Berry                         | 15,33            | 851 (2022)                        | 56                 |
| Nohant-en-Goût            | 18166      | CC La Septaine                                  | 24,79            | 551 (2022)                        | 22                 |
| Nohant-en-Graçay          | 18167      | CC Vierzon-Sologne-Berry                        | 23,78            | 292 (2022)                        | 12                 |
| Osmery                    | 18173      | CC Le Dunois                                    | 26,6             | 273 (2022)                        | 10                 |
| Osmoy                     | 18174      | CC La Septaine                                  | 22,63            | 271 (2022)                        | 12                 |
| Parnay                    | 18177      | CC Le Dunois                                    | 17,28            | 50 (2022)                         | 2,9                |
| Pigny                     | 18179      | CC Terres du Haut Berry                         | 8,08             | 968 (2022)                        | 120                |
| Plaimpied-Givaudins       | 18180      | CA Bourges Plus                                 | 40,51            | 2 104 (2022)                      | 52                 |
| Plou                      | 18181      | CC FerCher - Pays Florentais                    | 33,21            | 533 (2022)                        | 16                 |
| Poisieux                  | 18182      | CC Cœur de Berry                                | 10,3             | 217 (2022)                        | 21                 |
| Le Pondy                  | 18183      | CC Le Dunois                                    | 6,63             | 154 (2022)                        | 23                 |
| Précy                     | 18184      | CC Berry Loire Vauvise                          | 14,45            | 354 (2022)                        | 24                 |
| Preuilly                  | 18186      | CC Cœur de Berry                                | 14,94            | 473 (2022)                        | 32                 |
| Primelles                 | 18188      | CC FerCher - Pays Florentais                    | 26,57            | 193 (2022)                        | 7,3                |
| Quincy                    | 18190      | CC Cœur de Berry                                | 18,19            | 821 (2022)                        | 45                 |
| Raymond                   | 18191      | CC Le Dunois                                    | 9,24             | 175 (2022)                        | 19                 |
| Rians                     | 18194      | CC Terres du Haut Berry                         | 32,41            | 962 (2022)                        | 30                 |
| Saint-Ambroix             | 18198      | CC du Pays d'Issoudun                           | 31,22            | 375 (2022)                        | 12                 |
| Saint-Baudel              | 18199      | CC Arnon Boischaut Cher                         | 30,09            | 251 (2022)                        | 8,3                |
| Saint-Caprais             | 18201      | CC FerCher - Pays Florentais                    | 14,42            | 757 (2022)                        | 52                 |
| Saint-Céols               | 18202      | CC Terres du Haut Berry                         | 3,34             | 13 (2022)                         | 3,9                |
| Saint-Denis-de-Palin      | 18204      | CC Le Dunois                                    | 30,51            | 278 (2022)                        | 9,1                |
| Saint-Doulchard           | 18205      | CA Bourges Plus                                 | 24,01            | 9 650 (2022)                      | 402                |
| Saint-Éloy-de-Gy          | 18206      | CC Terres du Haut Berry                         | 31,2             | 1 569 (2022)                      | 50                 |
| Saint-Florent-sur-Cher    | 18207      | CC FerCher - Pays Florentais                    | 22,41            | 6 416 (2022)                      | 286                |
| Saint-Georges-sur-la-Prée | 18210      | CC Vierzon-Sologne-Berry                        | 22,83            | 595 (2022)                        | 26                 |
| Saint-Germain-des-Bois    | 18212      | CC Le Dunois                                    | 29               | 614 (2022)                        | 21                 |
| Saint-Germain-du-Puy      | 18213      | CA Bourges Plus                                 | 21,63            | 4 852 (2022)                      | 224                |
| Saint-Hilaire-de-Court    | 18214      | CC Vierzon-Sologne-Berry                        | 11,75            | 595 (2022)                        | 51                 |
| Saint-Just                | 18218      | CA Bourges Plus                                 | 15,12            | 646 (2022)                        | 43                 |
| Saint-Loup-des-Chaumes    | 18221      | CC Arnon Boischaut Cher                         | 18,55            | 285 (2022)                        | 15                 |
| Saint-Martin-des-Champs   | 18224      | CC Berry Loire Vauvise                          | 18,96            | 303 (2022)                        | 16                 |
| Saint-Michel-de-Volangis  | 18226      | CA Bourges Plus                                 | 17,42            | 466 (2022)                        | 27                 |
| Saint-Outrille            | 18228      | CC Vierzon-Sologne-Berry                        | 12,48            | 215 (2022)                        | 17                 |
| Sainte-Solange            | 18235      | CC Terres du Haut Berry                         | 31,85            | 1 114 (2022)                      | 35                 |
| Sainte-Thorette           | 18237      | CC Cœur de Berry                                | 26,54            | 473 (2022)                        | 18                 |
| Sancergues                | 18240      | CC Berry Loire Vauvise                          | 15,53            | 626 (2022)                        | 40                 |
| Saugy                     | 18244      | CC FerCher - Pays Florentais                    | 9,63             | 78 (2022)                         | 8,1                |
| Savigny-en-Septaine       | 18247      | CC La Septaine                                  | 22,58            | 710 (2022)                        | 31                 |
| Senneçay                  | 18248      | CC Le Dunois                                    | 14,47            | 451 (2022)                        | 31                 |
| Serruelles                | 18250      | CC Arnon Boischaut Cher                         | 7,51             | 67 (2022)                         | 8,9                |
| Sévry                     | 18251      | CC Berry Loire Vauvise                          | 9,04             | 62 (2022)                         | 6,9                |
| Soulangis                 | 18253      | CC Terres du Haut Berry                         | 13,76            | 457 (2022)                        | 33                 |
| Soye-en-Septaine          | 18254      | CC La Septaine                                  | 18,57            | 582 (2022)                        | 31                 |
| Le Subdray                | 18255      | CA Bourges Plus                                 | 20,28            | 968 (2022)                        | 48                 |
| Thaumiers                 | 18261      | CC Le Dunois                                    | 27,33            | 392 (2022)                        | 14                 |
| Thénioux                  | 18263      | CC Vierzon-Sologne-Berry                        | 18,33            | 666 (2022)                        | 36                 |
| Trouy                     | 18267      | CA Bourges Plus                                 | 23,19            | 4 034 (2022)                      | 174                |
| Uzay-le-Venon             | 18268      | CC Arnon Boischaut Cher                         | 34,6             | 410 (2022)                        | 12                 |
| Vasselay                  | 18271      | CC Terres du Haut Berry                         | 20,21            | 1 569 (2022)                      | 78                 |
| Veaugues                  | 18272      | CC Pays Fort Sancerrois Val de Loire            | 27,92            | 605 (2022)                        | 22                 |
| Venesmes                  | 18273      | CC Arnon Boischaut Cher                         | 31,76            | 788 (2022)                        | 25                 |
| Verneuil                  | 18277      | CC Le Dunois                                    | 11,04            | 35 (2022)                         | 3,2                |
| Vierzon                   | 18279      | CC Vierzon-Sologne-Berry                        | 74,5             | 25 254 (2022)                     | 339                |
| Vignoux-sous-les-Aix      | 18280      | CC Terres du Haut Berry                         | 14,94            | 707 (2022)                        | 47                 |
| Villabon                  | 18282      | CC La Septaine                                  | 18,28            | 563 (2022)                        | 31                 |
| Villecelin                | 18283      | CC Arnon Boischaut Cher                         | 9,39             | 78 (2022)                         | 8,3                |
| Villeneuve-sur-Cher       | 18285      | CC FerCher - Pays Florentais                    | 26,13            | 403 (2022)                        | 15                 |
| Villequiers               | 18286      | CC La Septaine                                  | 29,49            | 445 (2022)                        | 15                 |
| Vinon                     | 18287      | CC Pays Fort Sancerrois Val de Loire            | 18,01            | 297 (2022)                        | 16                 |
| Vorly                     | 18288      | CA Bourges Plus                                 | 18,84            | 248 (2022)                        | 13                 |
| Vornay                    | 18289      | CC La Septaine                                  | 26,35            | 586 (2022)                        | 22                 |

#### Indre
L'Indre compte 49 communes, avec une superficie de 1 404,37 km2.
| Nom                       | Code Insee | Intercommunalité           | Superficie (km2) | Population (dernière pop. légale) | Densité (hab./km2) |
| ------------------------- | ---------- | -------------------------- | ---------------- | --------------------------------- | ------------------ |
| Argy                      | 36007      | CC Val de l'Indre - Brenne | 38,89            | 574 (2022)                        | 15                 |
| Les Bordes                | 36021      | CC du Pays d'Issoudun      | 16,3             | 824 (2022)                        | 51                 |
| Bretagne                  | 36024      | CC de la Région de Levroux | 18,36            | 122 (2022)                        | 6,6                |
| Brion                     | 36026      | CC de la Région de Levroux | 44,2             | 595 (2022)                        | 13                 |
| Brives                    | 36027      | CC Champagne Boischauts    | 19,61            | 239 (2022)                        | 12                 |
| La Champenoise            | 36037      | CC Champagne Boischauts    | 44,34            | 305 (2022)                        | 6,9                |
| La Chapelle-Orthemale     | 36040      | CC Val de l'Indre - Brenne | 16,8             | 100 (2022)                        | 6                  |
| La Chapelle-Saint-Laurian | 36041      | CC Champagne Boischauts    | 9,82             | 136 (2022)                        | 14                 |
| Châteauroux               | 36044      | CA Châteauroux Métropole   | 25,54            | 43 079 (2022)                     | 1 687              |
| Chezelles                 | 36050      | CC Val de l'Indre - Brenne | 17,32            | 451 (2022)                        | 26                 |
| Chouday                   | 36052      | CC Champagne Boischauts    | 30               | 145 (2022)                        | 4,8                |
| Coings                    | 36057      | CA Châteauroux Métropole   | 29,33            | 903 (2022)                        | 31                 |
| Condé                     | 36059      | CC Champagne Boischauts    | 23,82            | 227 (2022)                        | 9,5                |
| Déols                     | 36063      | CA Châteauroux Métropole   | 31,74            | 7 618 (2022)                      | 240                |
| Diors                     | 36064      | CA Châteauroux Métropole   | 25,44            | 755 (2022)                        | 30                 |
| Diou                      | 36065      | CC du Pays d'Issoudun      | 16,39            | 259 (2022)                        | 16                 |
| Fontenay                  | 36075      | CC Champagne Boischauts    | 12,33            | 77 (2022)                         | 6,2                |
| Francillon                | 36079      | CC de la Région de Levroux | 10,27            | 76 (2022)                         | 7,4                |
| Giroux                    | 36083      | CC Champagne Boischauts    | 23,48            | 121 (2022)                        | 5,2                |
| Issoudun                  | 36088      | CC du Pays d'Issoudun      | 36,6             | 10 953 (2022)                     | 299                |
| Levroux                   | 36093      | CC de la Région de Levroux | 82,32            | 2 802 (2022)                      | 34                 |
| Liniez                    | 36097      | CC Champagne Boischauts    | 26,94            | 324 (2022)                        | 12                 |
| Lizeray                   | 36098      | CC Champagne Boischauts    | 35,41            | 83 (2022)                         | 2,3                |
| Luçay-le-Libre            | 36102      | CC Champagne Boischauts    | 11,85            | 105 (2022)                        | 8,9                |
| Ménétréols-sous-Vatan     | 36116      | CC Champagne Boischauts    | 27,83            | 117 (2022)                        | 4,2                |
| Meunet-Planches           | 36121      | CC Champagne Boischauts    | 26,73            | 168 (2022)                        | 6,3                |
| Meunet-sur-Vatan          | 36122      | CC Champagne Boischauts    | 12,47            | 196 (2022)                        | 16                 |
| Migny                     | 36125      | CC du Pays d'Issoudun      | 13,35            | 110 (2022)                        | 8,2                |
| Montierchaume             | 36128      | CA Châteauroux Métropole   | 37,2             | 1 637 (2022)                      | 44                 |
| Neuvy-Pailloux            | 36140      | CC Champagne Boischauts    | 41,81            | 1 161 (2022)                      | 28                 |
| Niherne                   | 36142      | CC Val de l'Indre - Brenne | 42,87            | 1 457 (2022)                      | 34                 |
| Paudy                     | 36152      | CC du Pays d'Issoudun      | 30,28            | 437 (2022)                        | 14                 |
| Reuilly                   | 36171      | CC du Pays d'Issoudun      | 25,8             | 2 009 (2022)                      | 78                 |
| Saint-Aoustrille          | 36179      | CC Champagne Boischauts    | 19,47            | 211 (2022)                        | 11                 |
| Saint-Aubin               | 36181      | CC Champagne Boischauts    | 28,32            | 151 (2022)                        | 5,3                |
| Saint-Georges-sur-Arnon   | 36195      | CC du Pays d'Issoudun      | 23,87            | 554 (2022)                        | 23                 |
| Saint-Lactencin           | 36198      | CC Val de l'Indre - Brenne | 32,2             | 410 (2022)                        | 13                 |
| Saint-Maur                | 36202      | CA Châteauroux Métropole   | 87,91            | 3 589 (2022)                      | 41                 |
| Saint-Pierre-de-Jards     | 36205      | CC Champagne Boischauts    | 18,01            | 98 (2022)                         | 5,4                |
| Saint-Valentin            | 36209      | CC Champagne Boischauts    | 24,9             | 263 (2022)                        | 11                 |
| Sainte-Fauste             | 36190      | CC Champagne Boischauts    | 23,07            | 260 (2022)                        | 11                 |
| Sainte-Lizaigne           | 36199      | CC du Pays d'Issoudun      | 26,36            | 1 109 (2022)                      | 42                 |
| Ségry                     | 36215      | CC du Pays d'Issoudun      | 33,06            | 487 (2022)                        | 15                 |
| Thizay                    | 36222      | CC Champagne Boischauts    | 16,65            | 229 (2022)                        | 14                 |
| Vatan                     | 36230      | CC Champagne Boischauts    | 29,8             | 1 959 (2022)                      | 66                 |
| Villedieu-sur-Indre       | 36241      | CC Val de l'Indre - Brenne | 57,77            | 2 615 (2022)                      | 45                 |
| Villegongis               | 36242      | CC de la Région de Levroux | 18,15            | 103 (2022)                        | 5,7                |
| Vineuil                   | 36247      | CC de la Région de Levroux | 44,41            | 1 245 (2022)                      | 28                 |
| Vouillon                  | 36248      | CC Champagne Boischauts    | 14,98            | 224 (2022)                        | 15                 |

## Culture

### Agriculture
Les cultures de céréales, comme le blé, l'avoine, le maïs, l'orge, le colza et le tournesol se sont développées en Champagne berrichonne. On y cultive la lentille verte du Berry.

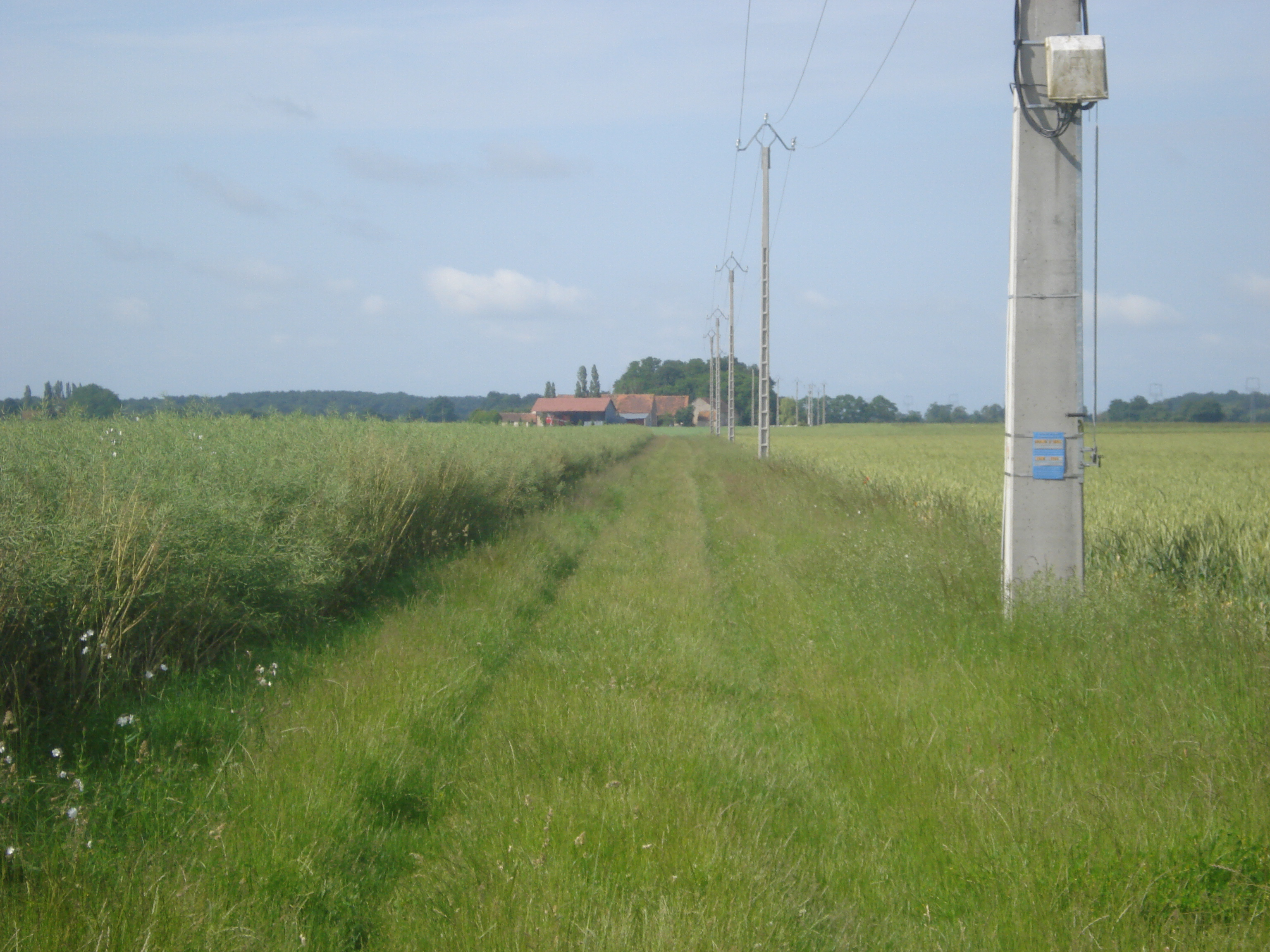
Un champ de colza à Sainte-Fauste en 2008.
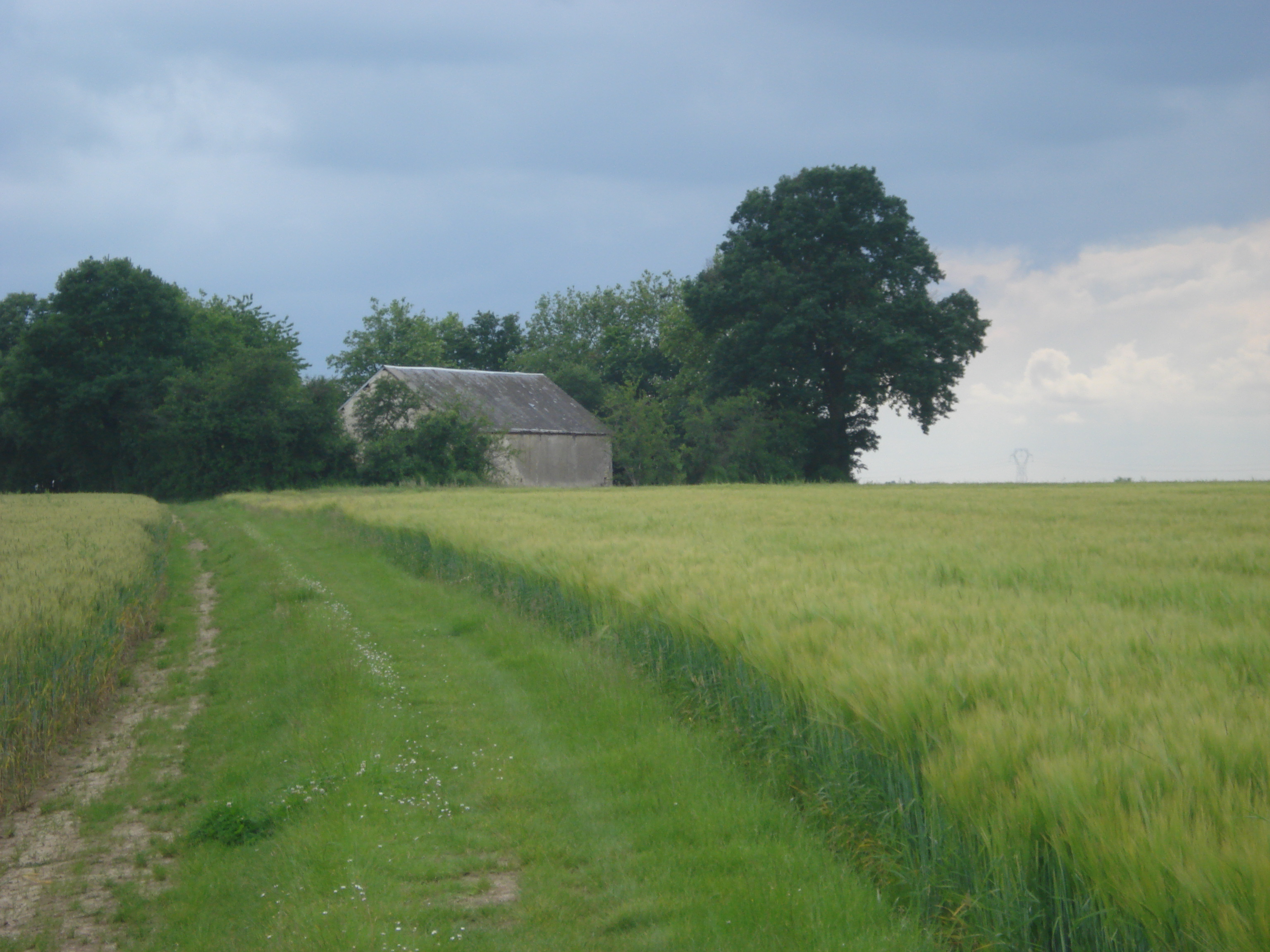
Un champ d'orge à Issoudun en 2008.

On y trouve de l'élevage bovin, ovin et caprin. On y produit le fromage d'appellation d'origine contrôlée : valençay.

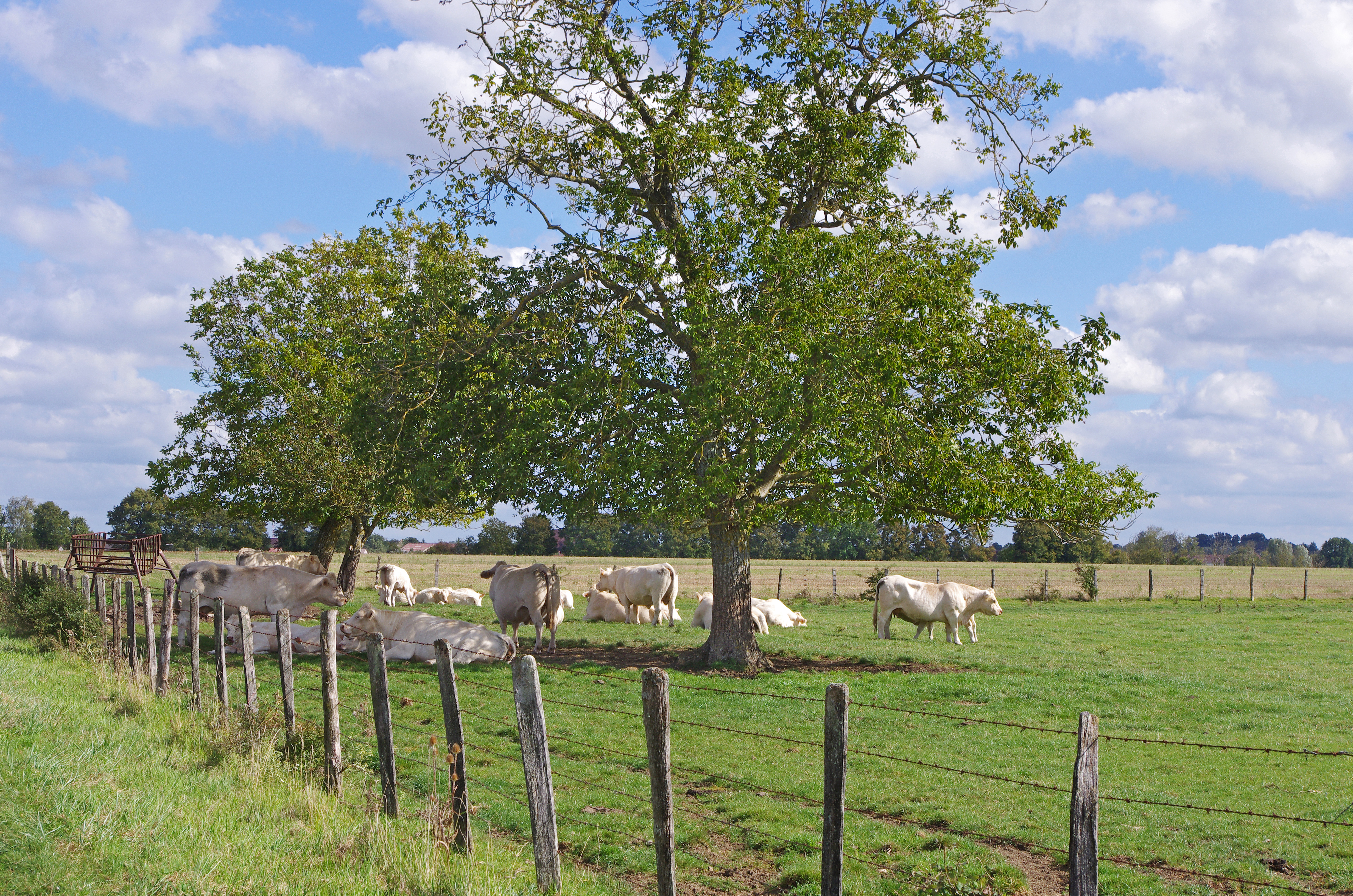
Les vaches charolaises à Chassy en 2014.
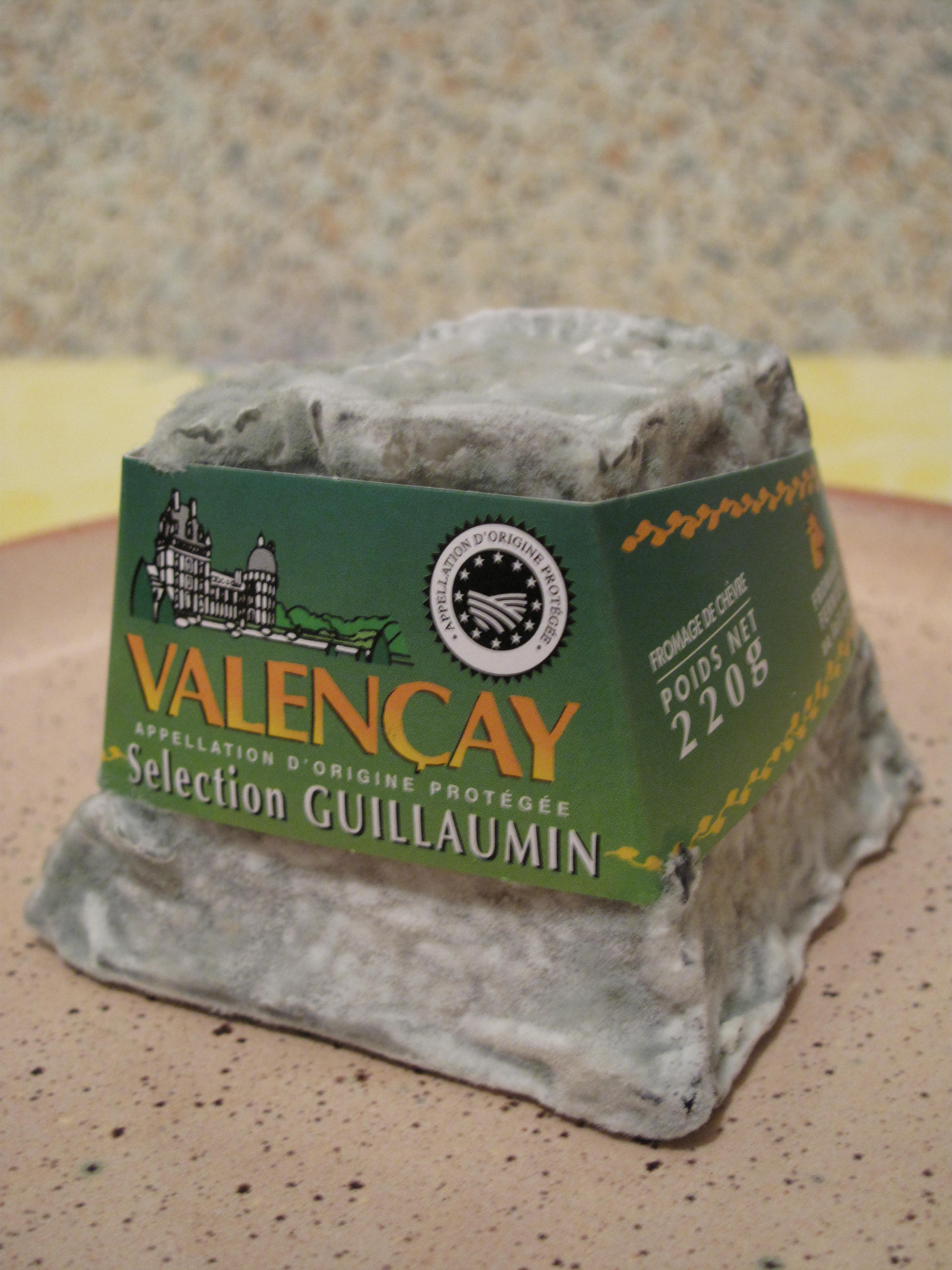
Le fromage fermier (étiquette verte) en 2010.

La viticulture est présente, avec le vin d'appellation d'origine contrôlée : reuilly.

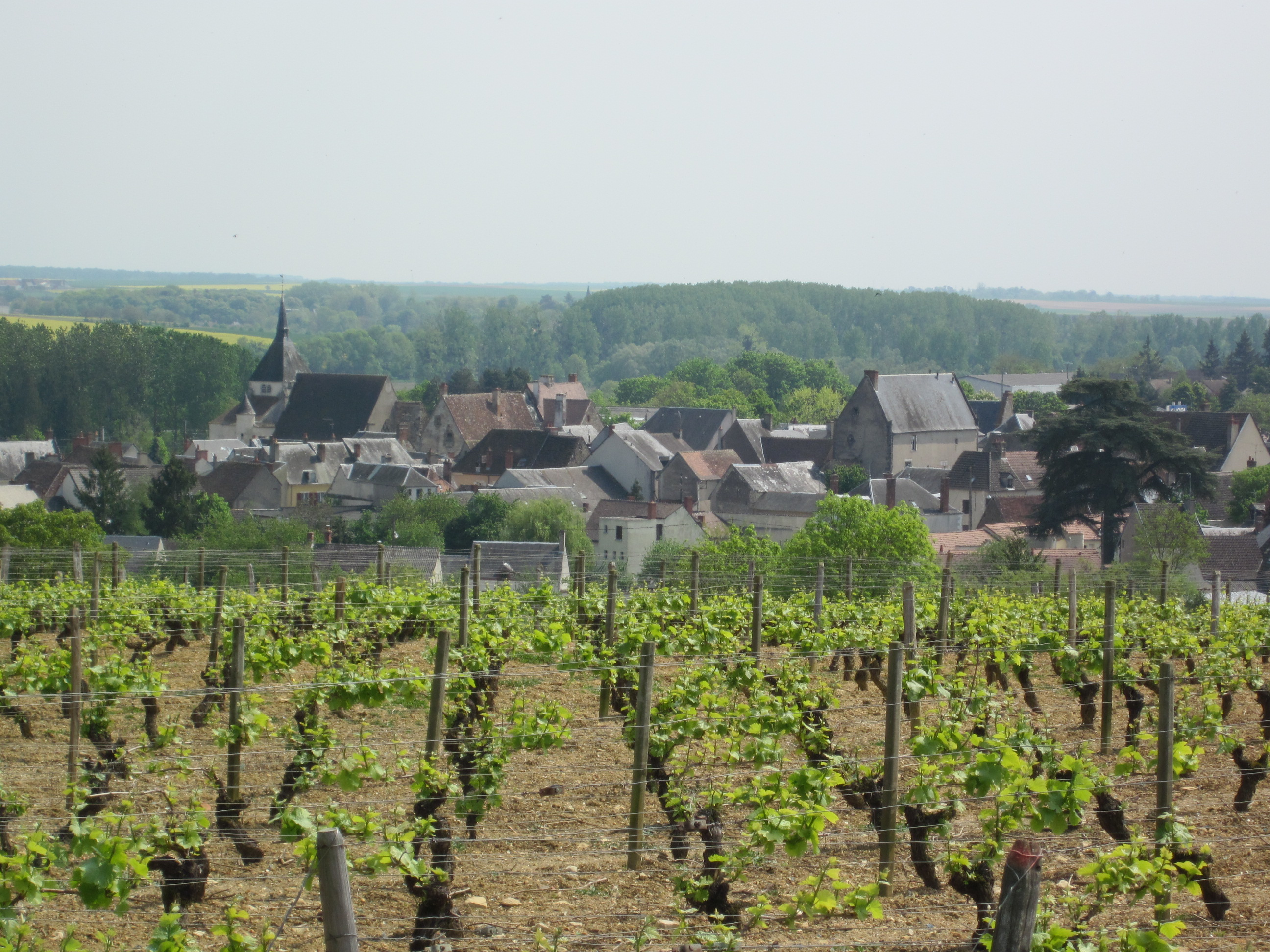
Le vignoble de Reuilly à Reuilly, en 2011.

### Tourisme
- Palais Jacques-Cœur de Bourges
- Cathédrale Saint-Étienne de Bourges
- Château de Bouges
- Maisons à pans de bois de Bourges
- Abbaye de Noirlac
- Château de Mehun-sur-Yèvre
- Collégiale Saint-Austrégésile de Saint-Outrille
- Église Sainte-Solange de Sainte-Solange
- Église Saint-Michel de Chârost
- Anciennes usines de la Société française de Vierzon
- Abbaye de Déols